# Bomba electromagnética
Una bomba electromagnética es una bomba que mueve metal líquido, sal fundida, salmuera u otro líquido conductor de electricidad usando electromagnetismo.
Se establece un campo magnético en ángulo recto a la dirección del flujo del líquido y se hace pasar una corriente a través de él. Esto provoca una fuerza electromagnética que mueve el líquido.
Las aplicaciones incluyen el bombeo de soldadura fundida en muchas máquinas de soldadura por ola, el bombeo de refrigerante de metal líquido y el accionamiento magnetohidrodinámico.

## Principio de funcionamiento

Esquema de la bomba electromagnética

Siempre existe un campo magnético (brc) alrededor del conductor que lleva corriente (I). Cuando este conductor portador de corriente se somete a un campo magnético externo (Bap) experimenta una fuerza perpendicular a la dirección de I y Bap. Esto se debe a que el campo magnético producido por el conductor y el campo magnético aplicado intentan alinearse entre sí.
Este principio se utiliza en una bomba electromagnética. La corriente se alimenta a través de un líquido conductor. Dos imanes permanentes están dispuestos para producir un campo magnético Bap como se muestra en la figura. La corriente suministrada tiene una densidad de corriente (J) y el campo magnético asociado con esta corriente puede denominarse "Campo magnético de reacción (brc)". Los dos campos magnéticos Bap y brc intentan alinearse entre sí. Esto provoca el movimiento mecánico del fluido.

## Bomba electromagnética Einstein-Szilard
Diseñado para el refrigerador electromagnético Einstein-Szilard (no para el refrigerador Einstein sin bomba), utiliza inducción electromagnética para mover metal líquido conductor sin electrodos, para comprimir un gas de trabajo, pentano. Es un motor de inducción lineal líquido.